# Ribes carpaticum
Ribes carpaticum là một loài thực vật có hoa trong họ Grossulariaceae. Loài này được Schult. miêu tả khoa học đầu tiên.